# Basketball-Bundesliga 1969/70
Die Saison 1969/70 ist die vierte Spielzeit der Basketball-Bundesliga. Die höchste Spielklasse im deutschen Vereinsbasketball der Herren, bis 1990 beschränkt auf das Gebiet Westdeutschlands ohne die DDR, wurde in zwei regionalen Gruppen Nord und Süd ausgetragen und ermittelte die erstmals acht Teilnehmer der Finalrunde um die Deutsche Meisterschaft.

## Saisonnotizen
Absteiger der Vorsaison aus der höchsten Spielklasse waren der TuSA Düsseldorf, der Post SV Hannover und der ASC Gelsenkirchen in der Gruppe Nord sowie der BC Darmstadt und die TG Würzburg in der Gruppe Süd. Eintracht Frankfurt zog sich nach zwei Spielzeiten aus der höchsten Spielklasse zurück. Neu in der höchsten Spielklasse waren der Berliner SV 92, der ASV Köln und der USC Münster in der Gruppe Nord sowie der TuS REI Koblenz, TV Kirchheimbolanden und Rückkehrer TSV 1860 München in der Gruppe Süd. Die Hauptrunde wurde im Rundenturnier-Modus innerhalb der jeweiligen Regionalgruppen ausgetragen. In jener Spielzeit gingen auch unentschiedene Spielergebnisse in die Wertung ein.
Als Neuerung qualifizierten sich die ersten vier Mannschaften der Regionalgruppen für zwei Endrundengruppen, bei denen im Rundenturnier-Modus entsprechend der Platzierungen der Hauptrunde je zwei Mannschaften einer Regionalgruppe in einer Endrundengruppe spielten, wobei die „ungeradig“ platzierten Mannschaften auf die „geradig“ platzierten Mannschaften der anderen Regionalgruppe trafen. Die beiden Gruppenersten der Finalrunde kamen ohne Halbfinale direkt ins Endspiel um die Deutsche Meisterschaft. Im Finalspiel in der Sporthalle in Dillingen/Saar zu einem Duell zwischen Vizemeister MTV 1846 Gießen und dem Vorjahresaufsteiger TuS 04 Leverkusen. Der spätere Rekordmeister TuS 04 gewann seinen ersten Titel mit einem knappen 76:73-Sieg über den MTV, der das zweite Endspiel hintereinander verlor. Der TuS 04 gewann einen Monat später auch den Pokalwettbewerb deutlich im Finale in Braunschweig gegen den Vorjahresmeister VfL Osnabrück und machte das Double und eine „Perfekte Saison“ ohne Niederlage komplett.

## Endstände

### Hauptrunde
| #  | Mannschaft              | Punkte | Körbe     |
| -- | ----------------------- | ------ | --------- |
| 1  | TuS 04 Leverkusen       | 36:00  | 1767:1017 |
| 2  | VfL Osnabrück (M)       | 28:80  | 1625:1335 |
| 3  | SSV Hagen               | 24:12  | 1521:1313 |
| 4  | ASV Köln (N)            | 22:14  | 1384:1333 |
| 5  | ATV 77 Düsseldorf       | 19:17  | 1382:1333 |
| 6  | MTV Wolfenbüttel        | 16:20  | 1306:1415 |
| 7  | Oldenburger TB          | 15:21  | 1402:1543 |
| 8  | Berliner SV 1892        | 12:24  | 1338:1562 |
| 9  | USC Münster (N)         | 08:28  | 1274:1708 |
| 10 | Neuköllner Sportfreunde | 00:36  | 1141:1581 |

| #  | Mannschaft               | Punkte | Körbe     |
| -- | ------------------------ | ------ | --------- |
| 1  | MTV 1846 Gießen (P)      | 32:40  | 1642:1277 |
| 2  | PSV Grünweiß Frankfurt   | 30:60  | 1513:1203 |
| 3  | USC Mainz                | 28:80  | 1494:1312 |
| 4  | USC Heidelberg           | 25:11  | 1569:1382 |
| 5  | USC München              | 24:12  | 1515:1271 |
| 6  | FC Bayern München        | 15:21  | 1306:1255 |
| 7  | TSV 1860 München (N)     | 10:26  | 1254:1470 |
| 8  | SC REI Koblenz (N)       | 08:28  | 1216:1445 |
| 9  | Heidelberger TV 1846     | 08:28  | 1185:1547 |
| 10 | TV Kirchheimbolanden (N) | 00:36  | 955:1487  |

| (M) Meister der Vorsaison____           | (N) Neuling (Aufsteiger)____ | (P) Pokalsieger der Vorsaison |
| Fett Für Zwischenrunde qualifiziert____ |  Absteiger____               |                               |

### Zwischenrunde
| # | Mannschaft      | Siege | Remis | Nieder- lagen | Punkte | Körbe   |
| - | --------------- | ----- | ----- | ------------- | ------ | ------- |
| 1 | MTV 1846 Gießen | 5     | 0     | 1             | 10:2   | 540:471 |
| 2 | USC Mainz       |       |       |               | 8:4    | 516:498 |
| 3 | VfL Osnabrück   |       |       |               | 6:6    | 515:495 |
| 4 | ASV Köln        | 0     | 0     | 6             | 0:12   | 423:530 |

| # | Mannschaft        | Siege | Remis | Nieder- lagen | Punkte | Körbe   |
| - | ----------------- | ----- | ----- | ------------- | ------ | ------- |
| 1 | TuS 04 Leverkusen | 6     | 0     | 0             | 12:0   | 505:414 |
| 2 | USC Heidelberg    | 4     | 0     | 2             | 8:4    | 457:458 |
| 3 | SSV Hagen         | 2     | 0     | 4             | 4:8    | 426:436 |
| 4 | PSV GW Frankfurt  | 0     | 0     | 6             | 0:12   | 441:521 |

 Finalteilnehmer

### Endspiel
26. April 1970 in Dillingen/Saar: TuS 04 Leverkusen – MTV 1846 Gießen 76:73 (35:40)

## Meistermannschaft
| Spieler | Spieler     | Spieler           | Spieler    | Spieler | Spieler | Spieler           |
| Nr.     | Nat.        | Name              | Geburt     | Größe   | Info    | Letzter Verein    |
| ------- | ----------- | ----------------- | ---------- | ------- | ------- | ----------------- |
|         |             | Guards (PG, SG)   |            |         |         |                   |
|         | Deutschland | Dieter Kuprella   | 05.02.1946 | 184     | A-Nat   | ASC Gelsenkirchen |
|         | Deutschland | Jochen Pollex     | 06.06.1947 | 186     | A-Nat   | SSV Hagen         |
|         |             | Center (C)        |            |         |         |                   |
|         | Deutschland | Norbert Thimm     | 21.08.1949 | 205     | A-Nat   | SSV Hagen         |
|         |             |                   |            | weitere |         |                   |
|         | Deutschland | Largo Wandel      |            |         |         |                   |
|         | Deutschland | Wilhelm Angermann |            |         |         |                   |
|         | Deutschland | Wolfgang Bunse    |            |         |         |                   |
|         | Deutschland | Götz Grabner      |            |         |         |                   |
|         | Deutschland | Klaus Greulich    |            |         |         |                   |
|         | /           | Dan Puscasiu      |            |         |         |                   |
|         | Deutschland | Helmut Posern     |            |         |         |                   |
|         | Deutschland | Heinz Schäfer     |            |         |         |                   |
|         | Deutschland | Wolfgang Schmidt  |            |         |         |                   |

| Trainer     | Trainer         | Trainer  |
| Nat.        | Name            | Position |
| ----------- | --------------- | -------- |
| Deutschland | Günter Hagedorn |          |

| Legende | Legende         |
| Abk.    | Bedeutung       |
| ------- | --------------- |
| A-Nat   | Nationalspieler |

| Legende | Legende         |
| Abk.    | Bedeutung       |
| ------- | --------------- |
| A-Nat   | Nationalspieler |